# Godtfred Kirk Christiansen
Godtfred Kirk Christiansen (født 8. juli 1920 i Billund, død 13. juli 1995 smst) var direktør for LEGO fra 1958 til sin død i 1995.
Han var den tredje søn af LEGOs grundlægger, Ole Kirk Christiansen, og far til Kjeld Kirk Kristiansen, der var chef for LEGO fra 1979 til 2004.